# Purbatua (Purbabatu)
Purbatua (Purbabatu) is een bestuurslaag in het regentschap Padang Lawas Utara van de provincie Noord-Sumatra, Indonesië. Purbatua (Purbabatu) telt 16 inwoners (volkstelling 2010).